# Futbalový štadión MŠK Kysucké Nové Mesto
Futbalový štadión MŠK Kysucké Nové Mesto – stadion sportowy w Kisuckim Nowym Mieście, na Słowacji. Został otwarty 14 września 1958 roku. Może pomieścić 1800 widzów. Swoje spotkania rozgrywają na nim piłkarze klubu MŠK Kysucké Nové Mesto. W przeszłości stadion gościł spotkania czechosłowackiej II ligi z udziałem piłkarzy z Kisuckiego Nowego Miasta.